# Victor Schertzinger
Victor L. Schertzinger (Mahanoy City, 8 de abril de 1888 - Hollywood, 26 de outubro de 1941) foi um compositor, diretor de cinema, produtor de cinema e roteirista estadunidense. Seus filmes incluem Paramount on Parade (co-diretor, 1930), Something to Sing About (1937), com James Cagney, e os dois primeiros filmes de "Road", Road to Singapore (1940) e Road to Zanzibar (1941). Suas duas canções mais conhecidas são "I Remember You" e "Tangerine", ambas com letras de Johnny Mercer e ambas apresentadas no filme final de Schertzinger, The Fleet's In (1942). 

## Vida e carreira
Schertzinger nasceu em Mahanoy City, Pensilvânia, filho de pais musicais de ascendência holandesa da Pensilvânia, e chamou a atenção como prodígio no violino aos quatro anos de idade. Aos oito anos, ele apareceu como violinista com várias orquestras, incluindo a Orquestra Victor Herbert e a banda John Philip Sousa. Na adolescência, ele frequentou a Brown Preparatory School, na Filadélfia, e fez apresentações de violino enquanto passeava pela América e Europa.
Schertzinger estudou música na Universidade de Bruxelas. Ele continuou a se distinguir como violinista de concertos e depois como maestro de sinfonia. Ele também trabalhou como compositor, adicionando três músicas com letras do produtor Oliver Morosco a L. Frank Baum e o musical de Louis F. Gottschalk, The Tik-Tok Man of Oz (1914). Seu primeiro contato com a indústria cinematográfica ocorreu em 1916, quando Thomas Ince o contratou para compor o acompanhamento orquestral de seu grande filme mudo Civilization. Permanecendo sob o emprego de Ince, Schertzinger tornou-se diretor principal dos filmes populares de Charles Ray, estabelecendo um relacionamento com Ray que poucos dos outros colaboradores da estrela jamais conseguiriam.
Após a introdução do som, Schertzinger continuou a dirigir filmes, mas também começou a compor músicas para eles e, em alguns casos, escrevendo roteiros ou produzindo também. Embora intimamente associado à Paramount Pictures, Schertzinger passou os anos trinta como freelancer. Alguns de seus melhores filmes, como One Night of Love (1934) e The Mikado (1939), exploraram seu vasto conhecimento do mundo da música. 
Schertzinger casou-se com Julia E. Nicklin, com quem ele permaneceu casado até sua morte. Eles tiveram duas filhas, Patricia e Paula, no início dos anos 20.
Schertzinger morreu inesperadamente de um ataque cardíaco em Hollywood aos 53 anos, depois de terminar o trabalho em The Fleet's In (1942). Ele dirigiu 89 filmes e compôs músicas para mais de 50 filmes. Ele foi enterrado no local de Forest Lawn em Glendale.
A Calçada da Fama de Hollywood contém uma estrela para Schertzinger na 1611 Vine Street. Em sua cidade natal, Mahanoy City, um marcador oficial da Comissão Histórica e Museu da Pensilvânia indica a localização da herdade de Schertzinger e da história de joalheria onde Schertzinger cresceu. O marcador diz: 
Prodígio de violino que se apresentou com John Philip Sousa e mais tarde se tornou diretor e compositor de filmes. Ele foi pioneiro no uso de músicas originais para filmes, e seu filme 'One Night of Love' ganhou o Oscar de melhor trilha sonora e gravação de som em 1934. Ele compôs o padrão pop 'Tangerine'. Entre muitos filmes que dirigiu, estavam dois dos filmes de Hope e Crosby 'Road'. Ele foi premiado com uma estrela na Calçada da Fama de Hollywood. Sua casa de infância estava aqui.
As duas músicas mais conhecidas de Schertzinger, "I Remember You" e "Tangerine", continuam aparecendo nas trilhas sonoras de novos filmes. 
Schertzinger também aparece como um personagem recorrente no conto épico The Organ of Love.

## Filmografia

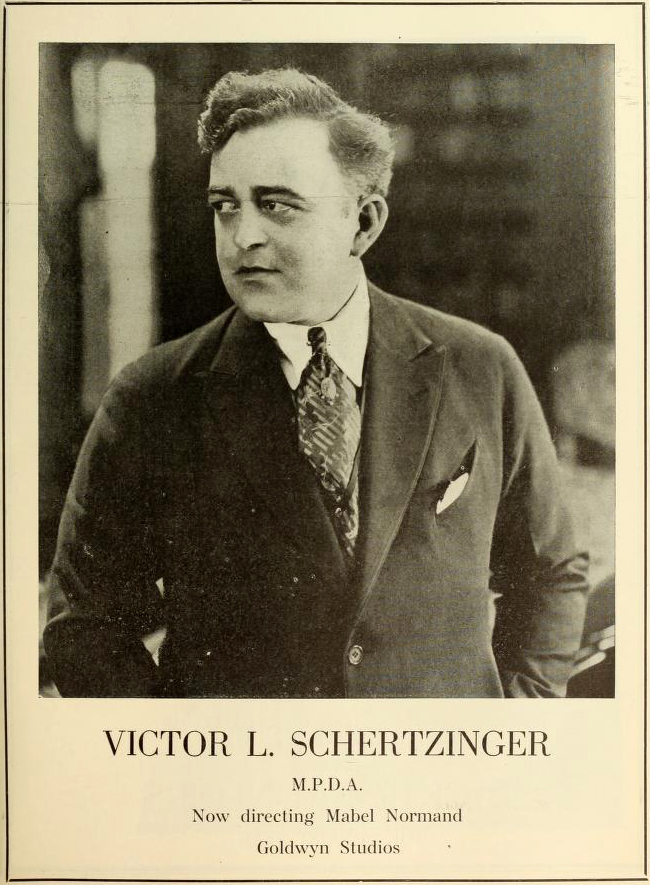
Advertisement (1919)

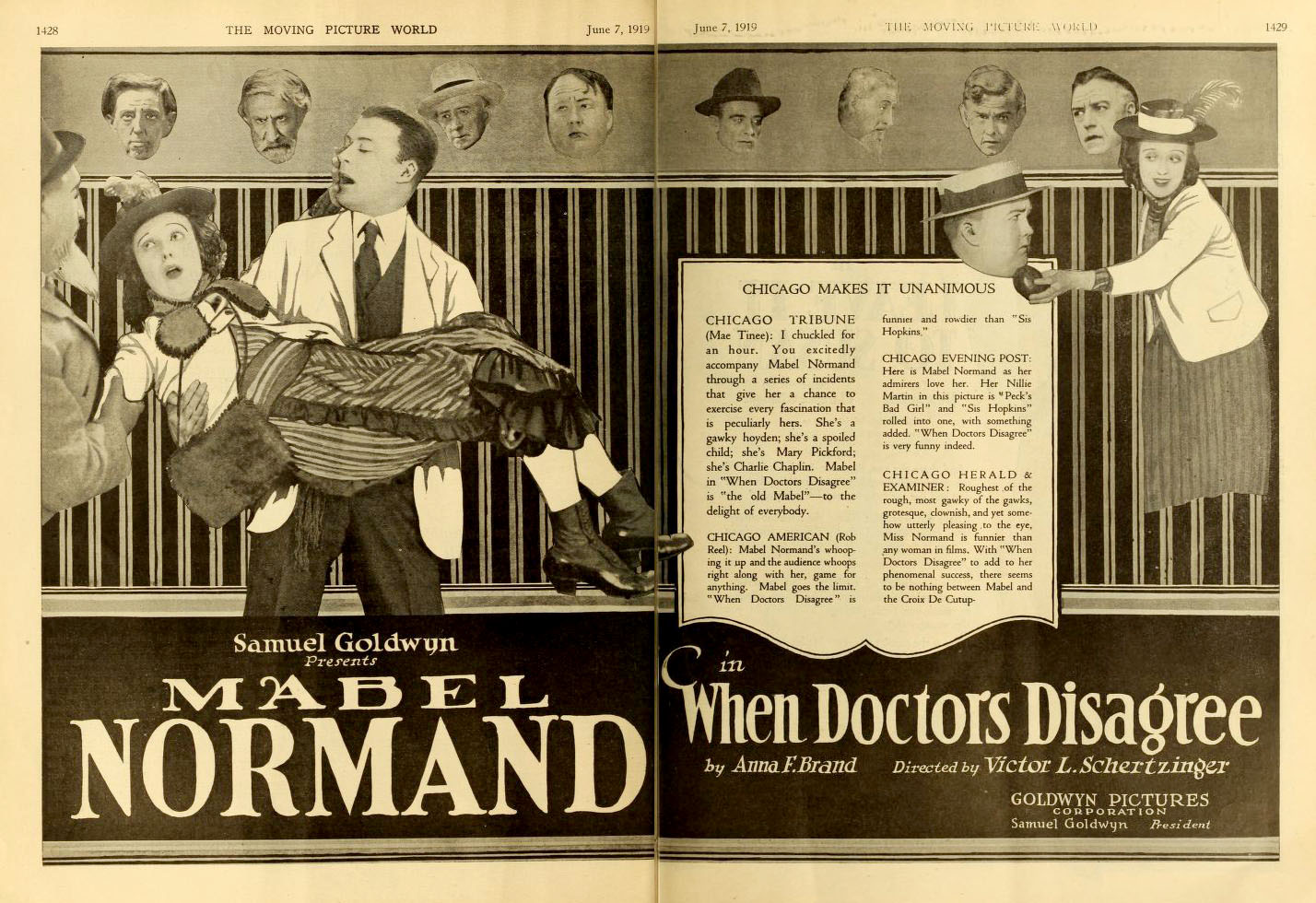
When Doctors Disagree, 1919

| - The Conqueror (1916) (apenas compositor) - Civilization (1916) (apenas compositor) - The Pinch Hitter (1917) - The Millionaire Vagrant (1917) - The Clodhopper (1917) - Sudden Jim (1917) - The Son of His Father (1917) - His Mother's Boy (1917) - The Hired Man (1918) - The Family Skeleton (1918) - Playing the Game (1918) - His Own Home Town (1918) - The Claws of the Hun (1918) - A Nine O'Clock Town (1918) - Coals of Fire (1918) - Quicksand (1918) - String Beans (1918) - Hard Boiled (1919) - Extravagance (1919) - The Sheriff's Son (1919) - The Homebreaker (1919) - The Lady of Red Butte (1919) - When Doctors Disagree (1919) - Other Men's Wives (1919) - Upstairs (1919) - The Peace of Roaring River (1919) (não confirmado) - Jinx (1919) com Mabel Normand - Pinto (1920) (apenas roteirista) - The Blooming Angel (1920) - The Slim Princess (1920) - What Happened to Rosa (1920) - The Concert (1921) - Made in Heaven (1921) - Beating the Game (1921) - Head Over Heels (1922) - The Bootlegger's Daughter (1922) - Mr. Barnes of New York (1922) - The Kingdom Within (1922) - Dollar Devils (1923) - Refuge (1923) - The Lonely Road (1923) - The Man Next Door (1923) - The Scarlet Lily (1923) - Long Live the King (1923) - The Man Life Passed By (1923) (também roteirista) - Chastity (1923) - A Boy of Flanders (1924) - Bread (1924) - Flaming Love (1925) - Man and Maid (1925) | - The Wheel (1925) - Thunder Mountain (1925) - The Golden Strain (1925) - Siberia (1926) - The Lily (1926) - The Return of Peter Grimm (1926) - Stage Madness (1927) - The Heart of Salome (1927) - The Secret Studio (1927) - The Showdown (1928) - Forgotten Faces (1928) - Outcast (1928) (apenas compositor) - Redskin (1929) - Nothing But the Truth (1929) - The Wheel of Life (1929) - Fashions in Love (1929) (também compositor) - The Laughing Lady (1929) - The Love Parade (1929) (apenas compositor) - Betrayal (1929) - The Climax (1930) (apenas compositor) - Shadow of the Law (1930) (apenas compositor, não creditado) - Paramount on Parade (1930) (co-direção) - Safety in Numbers (1930) - Heads Up (1930) (também compositor) - The Woman Between (1931) - Caught Plastered (1931) (apenas compositor) - Friends and Lovers (1931) (também compositor) - Strange Justice (1932) (também compositor) - Uptown New York (1932) - The Constant Woman (1933) (também compositor) - Cocktail Hour (1933) (também compositor) - My Woman (1933) (também compositor) - Beloved (1934) (também compositor) - One Night of Love (1934) (Academy Award indicado como Melhor Direção) - Let's Live Tonight (1935) - Love Me Forever (1935) (roteirista e compositor) - The Lone Wolf Returns (1935) (composer, não creditado) - The Return of Peter Grimm (1935) (não creditado) - Don't Gamble with Love (1936) (apenas compositor) - The Music Goes 'Round (1936) (também compositor) - You May Be Next (1936) (apenas compositor, não creditado) - The Devil's Playground (1937) (apenas compositor, não creditado) - Something to Sing About (1937) (também roteirista, compositor e produtor) - The Mikado (1939) - Road to Singapore (1940) - Rhythm on the River (1940) (também compositor) - Road to Zanzibar (1941) - Kiss the Boys Goodbye (1941) - Birth of the Blues (1941) - The Fleet's In (1942) |

## Músicas
Salvo indicação em contrário, as informações a seguir são fornecidas pelo Internet Movie Database.
| - "Marcheta" (1913) - "My Wonderful Dream Girl" (1913) (letra de Oliver Morosco, de The Tik-Tok Man of Oz, de L. Frank Baum) - "There's a Mate in this Big World for You" (1913) (letra de Oliver Morosco do The Tik-Tok Man of Oz, de L. Frank Baum) - "Oh! Take Me" (1913) (letra de Oliver Morosco do The Tik-Tok Man of Oz, de L. Frank Baum) - "Another Kiss" (1927) - "Gotta Be Good" (1928) - "Dream Lover" (1929) (letra de Clifford Grey) - "Paris Stay the Same" (1929) (letra de Clifford Grey) - "Delphine" (1929) (lyrics by Leo Robin) - "I Still Believe In You" (1929) (letra de Leo Robin) - "You're My Melody of Love" (1931) - "I'm That Way About You" (1931) - "Close to Me" (1931) - "Listen Heart of Mine" (1933) - "One Night of Love" (1934) (letra de Gus Kahn) - "Love Me Forever" (1934) (letra de Gus Kahn) - "Right or Wrong" (1937) - "Out of the Blue" (1937) - "Any Old Love" (1937) - "Loving You" (1937) | - "I Don't Want to Cry Anymore" (1940) - "Captain Custard" (1940) (letra de Johnny Burke) - "(The Moon and the) Willow Tree" (1940) (letra de Johnny Burke) - "I Don't Cry Anymore" (1940) (letra de Johnny Burke) - "I'll Never Let a Day Pass By" (1941) (with Frank Loesser) - "Kiss the Boys Goodbye" (1941) (com Frank Loesser) - "Sand in My Shoes" (1941) (com Frank Loesser) - "Find Yourself a Melody" (1941) (com Frank Loesser) - "My Start" (1941) (com Frank Loesser) - "I Remember You" (1941) (letra de Johnny Mercer) - "Tangerine" (1941) (letra de Johnny Mercer) - "Arthur Murray Taught Me Dancing in a Hurry" (1941) (letra de Johnny Mercer) - "Not Mine" (1941) (letra de Johnny Mercer) - "The Fleet's In" (1941) (letra de Johnny Mercer) - "When You Hear The Time Signal" (1941) (letra de Johnny Mercer) - "If You Build A Better Mousetrap" (1941) (letra de Johnny Mercer) |